# 鲍奇
鲍奇（1924年5月—2022年8月16日），籍貫江蘇無錫，生於上海，中國軍事人物。

## 生平
1941年，在中共地下黨員、初中学校老师的动员下，鲍奇从吴淞口出发加入新四军苏中军区四分区东南警卫团，並在部隊裡面擔任书记员，先後在文工团以及机要处任職。鲍奇曾在中國抗日戰爭期間參加反對日军的“反清乡、反扫荡”战斗以及之後的苏中戰役、孟良崮戰役、淮海战役、渡江战役、上海戰役、一江山岛战役、第二次國共內戰期間的东南沿海战斗、朝鮮战争、长津湖战役等。後來被授予中国人民解放军全军机要先进工作者的荣誉称号。
1952年，鮑奇作为中國人民志愿军代表到北京上天安门观礼，受到国家领导人接见并合影留念。1960、70年代，鲍奇在平潭島工作。1977年調回東海艦隊工作。後來鮑奇擔任海军上海基地副参谋长。1985年，鲍奇离休。後來成为上海百老德育讲师团和上海市百名将军活动中心的成员，並多次前往学校、社区、企业宣讲曾經的战斗故事。2013年，鲍奇被聘为上海永福园陵中国人民志愿军纪念馆荣誉馆长。2015年9月3日，鮑奇以中國抗日战爭老兵的身份参加了在天安门广场举行的纪念中国人民抗日战争暨世界反法西斯战争胜利70周年大会阅兵。2019年9月26日，鲍奇获“庆祝中华人民共和国成立70周年”纪念章。2020年9月3日，上海市委书记李强登门看望鲍奇。
2022年8月16日，鲍奇因心力衰竭在上海逝世。